# Oboianivska, Sînelnîkove
Oboianivska (în ucraineană Обоянівська) este un sat în comuna Varvarivka din raionul Sînelnîkove, regiunea Dnipropetrovsk, Ucraina.

## Demografie
Componența lingvistică a localității Oboianivska
     Ucraineană (82,14%)
     Rusă (17,86%)
Conform recensământului din 2001, majoritatea populației localității Oboianivska era vorbitoare de ucraineană (82,14%), existând în minoritate și vorbitori de rusă (17,86%).